# Pomacea bridgesii
Espèce
Synonymes
Ampullarius australis (obsolète)
Statut de conservation UICN

 LC  : Préoccupation mineure
Pomacea bridgesii est un ampullaire, une espèce d'escargot d'eau douce de la famille des Ampullariidae. Il est originaire d'Amérique du Sud (Bolivie, Brésil, Paraguay et Pérou) et est utilisé en aquariophilie.
Pomeaca bridgesii possède des dents molles et ne peut donc pas couper les plantes.

## Description
La coquille de ce gastéropode peut mesurer jusqu'à 5 à 6 cm

Juvénile

## Maintenance en aquarium

### Le bac
Le volume minimal du bac est de 50 L car les ampullaires polluent beaucoup. Il faut également veiller à leur pullulation, car ils peuvent se révéler envahissants.
- Température : 20 à 28 °C
- pH : 6,5 à 8,5

Un pH élevé est recommandé pour le bon développement de la coquille.

### Alimentation
Les ampullaires mangent des légumes pochés mais aussi des pastilles pour poissons de fond d'aquarium. Varier l'alimentation est bénéfique.

## Sous-espèces
Ce gastéropode est représenté par deux sous-espèces :
- Pomacea bridgesii bridgesii (Reeve, 1856) ;
- Pomacea bridgesii effusa (Blume, 1957).